# 東京陸軍刑務所飛行士焼死事件
東京陸軍刑務所飛行士焼死事件（とうきょうりくぐんけいむしょ ひこうし しょうしじけん）とは、第二次世界大戦末期の1945年5月の山の手大空襲の最中に起きたアメリカ軍捕虜の焼死事件。墜落米軍機捕虜焼死事件（ついらくべいぐんき ほりょ しょうしじけん）などとも呼ばれる。

## 概要
1945年（昭和20年）5月25日夜から26日未明にかけて東京にアメリカ軍の470機ものボーイングB29爆撃機が飛来、それまで空襲を免れていた東京山の手に大規模な空襲を行い、死者3651人・焼失家屋16万6千戸の被害をもたらした（5月25日の大空襲、山の手大空襲）。
この空襲で渋谷区の東京陸軍刑務所も猛火に包まれたが、アメリカ側の主張によると収容されていた日本人の囚人約400名は救出されたのに対し、以前の空襲で撃墜されて捕虜となっていたアメリカ将兵捕虜62名は留置場内に置き去りにされ焼死、さらに逃れ出ようとした数名が看守により斬殺された。一方日本側は、アメリカ将兵が収容されていたのが一番奥のブロックだったため救出が遅れたこと、看守は留置場の扉を開いてアメリカ将兵のうち23名を牢から出したが、塀に阻まれて逃げ場を失い結局焼死したもので、不可抗力だと主張した。
終戦後、1948年（昭和23年）3月末から7月はじめにかけて連合国軍により行われた横浜軍事法廷におけるBC級戦犯裁判では、東京陸軍刑務所長の田代敏雄陸軍大尉、看守長の越川正男陸軍少尉、そしてアメリカ将兵斬殺への関与が問われた看守の大久保又一法曹長・神本啓二法軍曹・神戸初明法軍曹の5名に死刑判決が下った。
戦争末期に陸軍刑務所に収監されていた際に田代から優遇を受けていた、吉田茂がGHQのマッカーサーと交渉を行い、書類審査の結果、田代は懲役40年、越川は懲役30年、大久保・神本・神戸は懲役10年にそれぞれ減刑された。その後田代は釈放されて僧侶となり、戦没者・刑死者の冥福を祈りながら余生を過ごした。